# س. أولين بال
س. أولين بال (بالإنجليزية: C. Olin Ball)‏ هو رياضياتي وعالم أحياء دقيقة أمريكي، ولد في 1893، وتوفي في 1970.